# Colchagua Club de Deportes
Colchagua Club de Deportes, eller oftast enbart Colchagua, är en fotbollsklubb från San Fernando, i regionen O'Higgins i Chile. Klubben bildades den 23 januari 1957 och spelade från dess fram till 1987 i den näst högsta divisionen i stort sett varje år, med undantaget för åren 1973-1977. Colchagua spelar på Estadio Municipal Jorge Silva Valenzuela som tar 5 900 åskådare.